# R22 (Russland)
Die R22 Kaspi (russisch Каспий) ist eine Fernstraße in Russland. Sie führt von Kaschira, wo sie von der aus Moskau kommenden M4 abzweigt, über Wolgograd nach Astrachan am Kaspischen Meer. Sie ist Teil der Europastraße E40 und E119.
Die Straße erhielt die Nummer R22 im Jahr 2010. Zuvor trug sie die Nummer M6.

## Verlauf
000 km – Kaschira (Oblast Moskau)
Oblast Rjasan
100 km – Michailow
192 km – Rjaschsk
222 km – Abzweigung der Straße nach Tschaplygin
Oblast Tambow
242 km – Perwomaiskoje
286 km – Mitschurinsk
337 km – Tambow
377 km – Snamenka
432 km – Tugolukowo (bei Scherdewka)
Oblast Woronesch
499 km – Borissoglebsk, Querung der A144
519 km – Poworino
Oblast Wolgograd
550 km – Alexikowski
609 km – Nowoanninski
673 km – Michailowka
728 km – Frolowo
756 km – Log
778 km – Ilowlja
861 km – Wolgograd, Abzweigung der M21
Oblast Astrachan
945 km – Solodniki
972 km – Wjasowka
1002 km – Stariza
1022 km – Tschorny Jar
1062 km – Nikolskoje
Republik Kalmückien
1095 km – Zagan Aman
Oblast Astrachan
1138 km – Jenotajewka
1208 km – Samjany
1286 km – Astrachan, Startpunkt der A154 und A340